# Chrysolarentia caesia
Chrysolarentia caesia är en fjärilsart som beskrevs 1904 av Turner. Arten ingår i släktet Chrysolarentia och familjen mätare. Inga underarter finns listade i Catalogue of Life.